# Mercurín (Boimorto)
Mercurín (llamada oficialmente San Xoán de Mercurín) es una parroquia y un lugar español del municipio de Boimorto, en la provincia de La Coruña, Galicia. 

## Otras denominaciones
La parroquia también es conocida por el nombre de San Juan de Mercurín.

## Entidades de población
Entidades de población que forman parte de la parroquia:
- Cabrita
- Ciocende
- Mercurín
- Pousada
- Romelas
- Barral (O Barral)
- Campo (O Campo)
- Santar
- Río
- Vila (A Vila)

## Demografía

### Parroquia
| Gráfica de evolución demográfica de Mercurín (parroquia) entre 2000 y 2018 |
|                                                                            |
| Datos según el nomenclátor publicado por el INE.                           |

### Lugar
| Gráfica de evolución demográfica de Mercurín (lugar) entre 2000 y 2018 |
|                                                                        |
| Datos según el nomenclátor publicado por el INE.                       |